# FHM
FHM (sau For Him Magazine) este o revistă internațională, lunară, pentru bărbați. Revista a fost publicată prima oară în 1985 în UK sub numele For Him și și-a schimbat titlul în FHM în 1994. 
Fondată de Chris Astridge, revista a fost o publicație de modă distribuită în cercurile de modă ale bărbaților. Mai târziu, în vara lui 1987, ea a început să fie distribuită de agențiile de presă. FHM a fost vândută de EMAP către Bauer în decembrie 2007.

## Clasamentulcele mai frumoase 100 de femei din lume, dupăFHM
Revista realizează acest clasament anual începând din 1995. Acestea sunt persoanele clasate pe locul întâi, conform versiunii britanice a revistei:
- 1995 : Claudia Schiffer
- 1996 : Gillian Anderson
- 1997 : Teri Hatcher
- 1998 : Jenny McCarthy
- 1999 : Sarah Michelle Gellar
- 2000 : Jennifer Lopez
- 2001 : Jennifer Lopez (2)
- 2002 : Anna Kurnikova
- 2003 : Halle Berry
- 2004 : Britney Spears
- 2005 : Kelly Brook
- 2006 : Keira Knightley
- 2007 : Jessica Alba
- 2008 : Megan Fox
- 2009 : Cheryl Cole
- 2010 : Cheryl Cole (2)
- 2011 : Rosie Huntington-Whiteley
- 2012 : Tulisa
- 2013 : Mila Kunis
- 2014 : Jennifer Lawrence
- 2015 : Michelle Keegan
- 2016 : Margot Robbie
- 2017 : Gal Gadot

## FHM în România
Revista FHM a fost prezentă și în România, unde, în primii cinci ani de la lansare, a avut un tiraj constant, cu o medie de aproximativ 30.000 de exemplare difuzate lunar.
A fost editată de grupul Sanoma Hearst România.
Primul număr în limba română a apărut în aprilie 2000. Revista și-a încetat apariția în august 2014.